# Аксіома нескінченності
Аксіомою нескінченності (англ. axiom of infinity) називається наступне висловлювання теорії множин:
{\displaystyle ~\exists a\ (\varnothing \in a\ \land \ \forall b\ (b\in a\to b\cup \{b\}\in a)\ )}, де {\displaystyle ~b\cup \{b\}=\{c:\ c\in b\ \lor \ c=b\}}
Аксіома нескінченності проголошує існування (принаймні однієї) нескінченної множини, тобто множини, яка складається з {\displaystyle ~\varnothing ,\qquad \{\varnothing \},\qquad \{\varnothing ,\ \{\varnothing \}\},\qquad \{\varnothing ,\ \{\varnothing \},\ \{\varnothing ,\ \{\varnothing \}\}\},\quad ...}
Для того, щоби пояснити цю аксіому, визначимо елемент B ∪ {B} як наступний елемент B (аксіома пари дозволяє нам сформувати синглетон {B}, а аксіома об'єднання дозволяє провести операцію ∪). Наступний елемент використовується, зокрема, для побудови теорії натуральних чисел за допомогою множин. В такій побудові нулю відповідає порожня множина (0 = {}), одиниця — наступний елемент за 0:
1 = 0 ∪ {0} = {} ∪ {{}} = {{}} = {0}.
Аналогічно, 2 — наступний елемент за 1.
2 = 1 ∪ {1} = {0} ∪ {1} = {{},{{}}} = {0,1}, і т.д.
Тобто, існує така множина a, що включає в себе пусту множину {} та для будь-якого належного їй елемента b включає також і множину, сформовану як об'єднання b та її синґлетону {b}.
В такій побудові кожне натуральне число дорівнює множині всіх попередніх натуральних чисел. Без цієї аксіоми така побудова була б неможливою.

## Інші формулювання аксіоми нескінченності
{\displaystyle ~\exists a_{\infty }\ (\exists a_{\varnothing }\ (a_{\varnothing }\in a_{\infty }\ \land \ \forall b\ (b\notin a_{\varnothing }))\ \ \land \ \ \forall b\exists c\forall d\ (b\in a_{\infty }\to (c\in a_{\infty }\ \land \ (d\in c\leftrightarrow d\in b\ \lor \ d=b))))}
{\displaystyle ~\exists a_{\infty }\ (\exists a_{\varnothing }\ (a_{\varnothing }\in a_{\infty }\ \land \ \forall b\ (b\notin a_{\varnothing }))\ \ \land \ \ \forall b\forall c\exists d\ (b\in a_{\infty }\to ((d\in c\leftrightarrow d\in b\ \lor \ d=b)\to c\in a_{\infty })))}